# Seznam ameriških psihiatrov
Seznam ameriških psihiatrov.

## A
Harold Alexander Abramson - 

## B
Stephen Barrett - Aaron T. Beck (1921-2021) - Eric Berne - Peter Breggin - 

## C
Donald Ewen Cameron - John Gordon Clark - Arnold Cooper - Henry Cotton (zdravnik) - Frances Cress Welsing - 

## D
Kenneth Dekleva

## E
Milton H. Erickson - Esther Somerfeld - 

## F
Frieda Fromm-Reichmann

## G
William Glasser - Stanley Greenspan - 

## H
Judith Lewis Herman

## K
Eric Kandel - Leo Kanner - Arthur Kleinman - Joel Kovel

## L
Jacob Levy Moreno (1889–1974) - Dorothy Lewis - Robert Lifton - 

## M
John Edward Mack - Joseph B. Martin - Karl Menninger - Zerka Toeman Moreno (1917-2016) 

## N
William Guglielmo Niederland - 

## P
M. Scott Peck - Philippe Pinel - 

## R
Neil A. Rector - Wilhelm Reich - Richard A. Friedman - Robert Glick - 

## S
William S. Sadler - Theodore Shapiro - Samuel Shem - Douglas C. Smith - Robert Stickgold - Harry Stack Sullivan - Thomas Szasz (1920-2012) (madžar.rodu)

## T
Karl Targownik - E. Fuller Torrey - 

## V
George Eman Vaillant - David Viscott - 

## W
Fredric Wertham - Louis Jolyon West - Joseph Wolpe - 

## Y
Irvin D. Yalom -